# Гра без козирів
«Гра без козирів» («Lošimas be kozirių») — радянський двосерійний телефільм 1981 року, знятий режисером на Литовській кіностудії.

## Сюжет
Капітану міліції Григонісу доручають розслідування вбивства сторожа науково-дослідного інституту. Ризикуючи життям, він викриває та знешкоджує зграю особливо небезпечних злочинців.

## У ролях
- Борис Борисов — Людас Грігоніс, капітан міліції (озвучив Вадим Спиридонов)
- Юрій Каморний — Томас Візбарас, «Маестро», ватажок банди
- Вайва Майнеліте — Сабіна Варнайте (озвучила Ольга Гаспарова)
- Арніс Ліцитіс — Рокас Блажис (озвучив Рудольф Панков)
- Антанас Габренас — Альбертас Житкус, годинникар (картковий шулер) (озвучив Володимир Ферапонтов)
- Сігітас Рачкіс — Вітас Мозурас, старший лейтенант міліції (озвучив Олег Голубицький)
- Улдіс Лієлдіджс — полковник міліції Ракаускас (озвучив Віктор Рождественський)
- Михайло Євдокимов — Беньямінас Маркевічюс на прізвисько «Карбас», фотограф (злодій-рецидивіст)
- Вітаутас Гріголіс — Поліс, злодій-рецидивіст
- Раса Кіркільоніте — Аста, дружина Людаса (озвучила Наталія Гурзо)
- Алдона Йодкайте — мати Асти (озвучила Антоніна Кончакова)
- Аудроне Мейлутіте — Марина, дружина Рокаса
- Казимірас Віткус — народний суддя (озвучив Костянтин Тиртов)
- Володимир Єфремов — інженер, підсудний, гравець у покер
- Альгірдас Венскунас — Вашкяліс, заступник директора інституту
- Саулюс Барейкіс — хуліган у ресторані
- Даля Бренчюте — Ізабелла, подруга Сабіни
- Крістіна Гудоніте — Зіна, подруга Сабіни
- Дануте Діргінчюте — подруга Сабіни
- Олегас Дітковскіс — хуліган в ресторані
- Вітаутас Думшайтіс — гравець у покер
- Ірена Житкуте — Ядвіга, подруга Сабіни
- Регіна Зданавічюте — присяжний засідатель
- Рімгаудас Карвяліс — доцент, гравець у покер
- Едуардас Кунавічюс — дядько Миколас, сторож
- Генрікас Кураускас — слідчий прокуратури
- Йонас Лалас — старшина міліції
- Нійоле Лепешкайте — Регіна, завідуюча лабораторії інституту
- Альгімантас Мажуоліс — експерт міліції
- Едуардас Паулюконіс — хуліган в ресторані
- Вітаутас Румшас — Тадас, метрдотель ресторану «Жермуле»
- Арунас Сторпірштіс — директор ресторану «Жермуле»
- Еймутіс Бразюліс — епізод
- Гедимінас Гірдвайніс — лейтенант міліції
- Рімантас Гучас — чоловік у суді
- Кароліс Дапкус — міліціонер у штатському
- Марія Дічпетріте — начальник відділу кадрів фотоательє
- Алексас Іонікас — міліціонер у штатському
- Отонас Ланяускас — старший лейтенант міліції
- Нійоле Нармонтайте — секретарка полковника
- Альгірдас Нічюс — гравець у покер
- Даля Оверайте — працівник фотоательє
- Владас Радвілавічюс — старшина міліції
- Лігія Рібайтене — жінка на вулиці
- Ванда Сапкайте — співробітниця інституту
- Антанас Сейкаліс — міліціонер у штатському
- Вітаутас Шапранаускас — танцюючий в ресторані
- Андрюс Шюша — хлопець у залі суду

## Знімальна група
- Режисер — Альгімантас Кундяліс
- Сценаристи — Альгімантас Кундяліс, Пятрас Шаткус
- Оператор — Альгімантас Мікутенас
- Композитор — Юлюс Андреєвас
- Художник — Альгірдас Нічюс